# ジョゼ・リカルド・マナリーノ
ゼ・リカルド（Zé Ricardo）ことジョゼ・リカルド・マナリーノ（ポルトガル語: José Ricardo Mannarino、1971年6月5日 - ）は、ブラジル・リオデジャネイロ出身のサッカー指導者。

## 来歴

### 初期
リオデジャネイロで生まれたゼ・リカルドはサンクリストヴァンとオラリアのユースチームに所属していたが早々に引退。その後、フットサルに転向するが、それも25歳で引退した。
1992年、弱冠21歳にしてフットサルクラブのヴィラ・イザベルのコーチに就任。その後、1990年代にヴァスコ・ダ・ガマとボタフォゴでコーチを務め、イタリアのシニアチームも担当した。
1998年にフラメンゴのスタッフに就任。当初はフットサルチームのコーチだったが、2005年にサッカーに移り、ユース監督に就任。
2008年にフラメンゴを去り、アウダックス・リオの監督に就任。彼は2012年にフラメンゴに戻り、U-18とU-20チームを指揮、複数のトーナメントでタイトルを獲得する。

### フラメンゴ
2016年5月26日、ムリシ・ラマーリョが健康上の問題で辞任したことを受けて、ゼ・リカルドがトップチームの暫定監督に任命される。彼の最初のトップチームでの試合は2016年5月29日に行われたセリエA・ポンチ・プレッタ戦で、2-1で勝利した。
2016年7月14日に正式な監督に就任。しかし翌年8月6日、8試合で1勝という不振の責任を負う形で解雇される。

### ヴァスコ・ダ・ガマ
フラメンゴを退団してからわずか2週間後の2017年8月22日、ゼ・リカルドはフラメンゴのライバルとも言えるヴァスコ・ダ・ガマの監督に就任。クラブをシーズン7位に引き上げ、 2018年のコパ・リベルタドーレスへの出場権を獲得した。
翌年6月2日、監督を辞任した。 

### ボタフォゴ
2018年8月4日、解雇されたマルコス・パケタの後任としてボタフォゴの監督に就任。2019年4月12日、この年のコパ・ド・ブラジルでセリエCのジュベントゥージに敗退後、解雇された。

### フォルタレーザ
2019年8月12日、ロジェリオ・セニに代わってフォルタレーザの指揮を執るが、9月27日には監督代行の任を解かれ、セニが復任した。

### インテルナシオナル
2019年10月21日、ゼ・リカルドは年末までインテルナシオナルの監督として発表された。

### カタールSC
インテルナシオナルを去った後、ゼ・リカルドはイタリアで1年間学び、2021年6月14日にカタールSCの監督に任命されたわずか5試合の指揮を執った後、9月29日に解雇された。

### ヴァスコ・ダ・ガマに復帰
2021年12月4日、ゼリカルドは2022年シーズンの監督としてヴァスコ・ダ・ガマに復帰。 2022年6月5日に辞任した。

### 清水エスパルス
2022年6月7日、清水エスパルスの監督に就任した。
2023年4月3日、双方合意の上で契約を解除し、清水の監督を退任した。

## 監督としての成績
2022年6月2日現在
| チーム             | 国           | 就任           | 辞任          | 記録 | 記録 | 記録 | 記録 | 記録 | 記録 | 記録 | 記録   | 出典   |
| チーム             | 国           | 就任           | 辞任          | 試   | 勝   | 分   | 負   | 得   | 失   | 差   | 率     | 出典   |
| ------------------ | ------------ | -------------- | ------------- | ---- | ---- | ---- | ---- | ---- | ---- | ---- | ------ | ------ |
| フラメンゴ         | ブラジルの旗 | 2016年5月26日  | 2017年8月6日  | 89   | 48   | 25   | 16   | 147  | 84   | +63  | 053.93 | [ 21 ] |
| ヴァスコ・ダ・ガマ | ブラジルの旗 | 2017年8月22日  | 2018年7月2日  | 50   | 22   | 13   | 15   | 70   | 65   | +5   | 044.00 | [ 22 ] |
| ボタフォゴ         | ブラジルの旗 | 2018年8月4日   | 2019年4月12日 | 41   | 17   | 11   | 13   | 52   | 44   | +8   | 041.46 | [ 23 ] |
| フォルタレーザ     | ブラジルの旗 | 2019年8月12日  | 2019年9月27日 | 7    | 1    | 2    | 4    | 7    | 11   | −4   | 014.29 | [ 24 ] |
| インテルナシオナル | ブラジルの旗 | 2019年10月22日 | 2019年12月8日 | 11   | 4    | 3    | 4    | 13   | 15   | −2   | 036.36 | [ 25 ] |
| カタールSC         | カタールの旗 | 2021年7月1日   | 2021年9月29日 | 5    | 1    | 1    | 3    | 4    | 8    | −4   | 020.00 |        |
| ヴァスコ・ダ・ガマ | ブラジルの旗 | 2021年12月4日  | 2022年6月5日  | 25   | 12   | 8    | 5    | 29   | 17   | +12  | 048.00 |        |
| Total              | Total        | Total          | Total         | 228  | 105  | 63   | 60   | 322  | 244  | +78  | 046.05 |        |

## 表彰

### 監督として
フラメンゴ
- サンパウロユースカップ：2016
- カンピオナート・カリオカ： 2017

### 個人
- カンピオナートカリオカ年間最優秀監督賞： 2018 [26] [27]